# Dīmītrīs Mōraitīs
Dīmītrīs Rafaīl Mōraitīs (in greco Δημήτρης Ραφαήλ Μωραΐτης?; Amarousio, 3 febbraio 1999) è un cestista greco.

## Palmarès

### Competizioni nazionali
- Campionato greco: 1

Panathinaikos: 2023-2024
- Coppa di Grecia: 2

AEK Atene: 2017-2018
Panathinaikos: 2024-2025

### Competizioni internazionali
- Basketball Champions League: 1

AEK Atene: 2017-18
- Coppa Intercontinentale: 1

AEK Atene: 2019
- Eurolega: 1

Panathinaikos: 2023-24